# República da Macedônia nos Jogos Olímpicos de Verão de 2012
República da Macedónia (português europeu) ou República da Macedônia (português brasileiro) enviou uma equipe de quatro atletas para competir nos Jogos Olímpicos de Verão de 2012, em Londres, na Grã-Bretanha.

## Desempenho

### Atletismo(2 atletas)
Masculino
| Atleta            | Evento | Preliminares | Preliminares | Semifinais  | Semifinais  | Final       | Final       |
| Atleta            | Evento | Marca        | Posição      | Marca       | Posição     | Marca       | Posição     |
| ----------------- | ------ | ------------ | ------------ | ----------- | ----------- | ----------- | ----------- |
| Kristijan Efremov | 400 m  | 47s92        | 44º          | Não avançou | Não avançou | Não avançou | Não avançou |

Feminino
| Atleta            | Evento | Preliminares | Preliminares | Semifinais  | Semifinais  | Final       | Final       |
| Atleta            | Evento | Marca        | Posição      | Marca       | Posição     | Marca       | Posição     |
| ----------------- | ------ | ------------ | ------------ | ----------- | ----------- | ----------- | ----------- |
| Hristina Risteska | 400 m  | 1m00s86      | 43º          | Não avançou | Não avançou | Não avançou | Não avançou |

### Natação(2 atletas)
Masculino
| Marko Blaževski | 400 m medley | 4m32s38 | 34º |  |  | Não avançou | Não avançou | Não avançou | Não avançou |

Feminino
| Atleta          | Prova       | Elimatórias | Elimatórias | Semifinal | Semifinal | Final       | Final       |
| Atleta          | Prova       | Tempo       | Pos.        | Tempo     | Pos.      | Tempo       | Pos.        |
| --------------- | ----------- | ----------- | ----------- | --------- | --------- | ----------- | ----------- |
| Simona Marinova | 800 m livre | 9min28s41   | 35º         |           |           | Não avançou | Não avançou |

Legenda
| Recorde mundial      | Recorde mundial (World record)               |                       | Recorde africano                      | Recorde africano (African) |                                           | Q | Classificado por posição (Qualified) |
| Recorde olímpico     | Recorde olímpico (Olympic record)            | Recorde da América    | Recorde da América (Americas)         | q                          | Classificado por melhor tempo (Qualified) |   |                                      |
| Melhor marca do ano  | Melhor marca do ano (World leading)          | Recorde asiático      | Recorde asiático (Asian)              | DNS                        | Não largou (Did not start)                |   |                                      |
| Recorde nacional     | Recorde nacional (National record)           | Recorde europeu       | Recorde europeu (European)            | DNF                        | Não terminou (Did not finish)             |   |                                      |
| Recorde pessoal      | Recorde pessoal do atleta (Personal best)    | Recorde da Oceania    | Recorde da Oceania (Oceania)          | DSQ / DQ                   | Desclassificado (Disqualified)            |   |                                      |
| Recorde da temporada | Recorde da temporada do atleta (Season best) | Recorde sul-americano | Recorde sul-americano (South America) | NM                         | Sem marca (No mark)                       |   |                                      |